# Sarcarsamakulam
Sarcarsamakulam (o Sarcar Samakulam) è una suddivisione dell'India, classificata come town panchayat, di 7.728 abitanti, situata nel distretto di Coimbatore, nello stato federato del Tamil Nadu. In base al numero di abitanti la città rientra nella classe V (da 5.000 a 9.999 persone).

## Geografia fisica
La città è situata a 11° 07' 59 N e 77° 02' 11 E.

## Società

### Evoluzione demografica
Al censimento del 2001 la popolazione di Sarcarsamakulam assommava a 7.728 persone, delle quali 3.864 maschi e 3.864 femmine. I bambini di età inferiore o uguale ai sei anni assommavano a 695, dei quali 337 maschi e 358 femmine. Infine, coloro che erano in grado di saper almeno leggere e scrivere erano 4.902, dei quali 2.752 maschi e 2.150 femmine.